# Tjeckiens herrjuniorlandslag i ishockey
Tjeckiens herrjuniorlandslag i ishockey (tjeckiska: Česká hokejová reprezentace do 20 let) vann juniorvärldsmästerskapet åren 2000 och 2001. Laget har även tagit silver 2023 samt brons 2005, 2024 och 2025.

### Fotnoter
1. ↑  ”Championnat du monde des moins de 20 ans 1999/2000” (på franska). Hockeyarchives. 30 juli 2000. http://www.passionhockey.com/hockeyarchives/U-20_2000.htm. Läst 26 juli 2000.
2. ↑  ”Championnat du monde des moins de 20 ans 2000/01” (på franska). Hockeyarchives. 30 juli 2001. http://www.passionhockey.com/hockeyarchives/U-20_2001.htm. Läst 26 juli 2000.
3. ↑  Erik Liljekvist, Marie Lehmann (6 januari 2023). ”Guld till Kanada efter förlängningsdramatik mot Tjeckien” (på svenska). SVT Sport. https://www.svt.se/sport/ishockey/guld-till-kanada-efter-forlangningsdramatik-mot-tjeckien. Läst 6 januari 2023.
4. ↑  ”Championnat du monde des moins de 20 ans 2004/05” (på franska). Hockeyarchives. 30 juli 2005. http://www.passionhockey.com/hockeyarchives/U-20_2005.htm. Läst 26 juli 2000.
5. ↑  Hannes Nyberg (5 januari 2024). ”Tjeckien tog JVM-brons” (på svenska). SVT Sport. https://www.svt.se/sport/ishockey/tjeckien-tog-jvm-brons-finland-kollapsade-efter-nya-ilskan. Läst 5 januari 2024.
6. ↑  Anton Fahlgren, Marie Lehmann (6 januari 2025). ”Ny svensk förlust i JVM efter maratonstraffläggning” (på svenska). SVT Sport. https://www.svt.se/sport/ishockey/ny-svensk-forlust-i-jvm-efter-maratonstrafflaggning. Läst 6 januari 2025.